# يوحنا رادينوس
البطريك يوحنا رادينوس (ازدهر 917-921/22) كان مسؤولًا وقائدًا عسكريًا بيزنطيًا.
يشتق اسم العائلة رادينوس من راد، وهي قرية صغيرة في بند الأناضول. يُعرف يوحنا باعتباره أحد السفيرين البيزنطيين اللذين أرسلا إلى البلاط العباسي في بغداد في حزيران 917. كما ورد في كتاب العيون أن السفارة كانت بقيادة رجل يبلغ من العمر نحو 40 عامًا، ربما كان رادينوس، بالإضافة إلى ميخائيل طقرس المسن وعشرين مرافقًا. وصلت السفارة إلى بغداد في 25 حزيران، واستقبلها الخليفة المقتدر في قصر التاج في 17 حزيران، واتفقَت الدولتان على الهدنة وتبادل الأسرى. وبصحبة القائد العسكري مؤنس المظفر، ذهب السفيران إلى نهر لاموس، الموقع المعتاد لتبادل الأسرى، حيث جرى التبادل في سبتمبر/أيلول وأكتوبر/تشرين الأول.
قُرابة 921/2، ذُكر رادينوس كقائد للأسطول الإمبراطوري (أسطول درجانوس [الإنجليزية])، الذي تواجه مع أسطول مسلمًا بقيادة المنشق رشيق الوردامي، بالقرب من لمنى. انتصر البيزنطييون حيث خسر المسلمون معظم السفن والطواقم، بينما نجا ليو الطرابلسي نفسه بالكاد بحياته، ولم يعد يُذكر في المصادر، لم يستطع البيزنطيون إكمال انتصارهم حيث أسرع المسلمون في جمع صفوفهم، فاضطر البيزنطيون للتوقيع على الهدنة.